# Horné Mýto
Horné Mýto (Hongaars: Felsővámos) is een Slowaakse gemeente in de regio Trnava, en maakt deel uit van het district Dunajská Streda.
Horné Mýto telt 966 inwoners.